# Tanystropheus
Tanystropheus ("vértebra larga") es un género extinto de saurópsidos (reptiles) prolacertiformes. Tenía un cuello largo (medía tres metros) el cual estaba formado por vértebras alargadas y que le servía para pescar sin la necesidad de entrar en el agua. Vivió a mediados del período Triásico; sus restos fósiles fueron encontrados en Europa y en Oriente Medio.

## Descripción

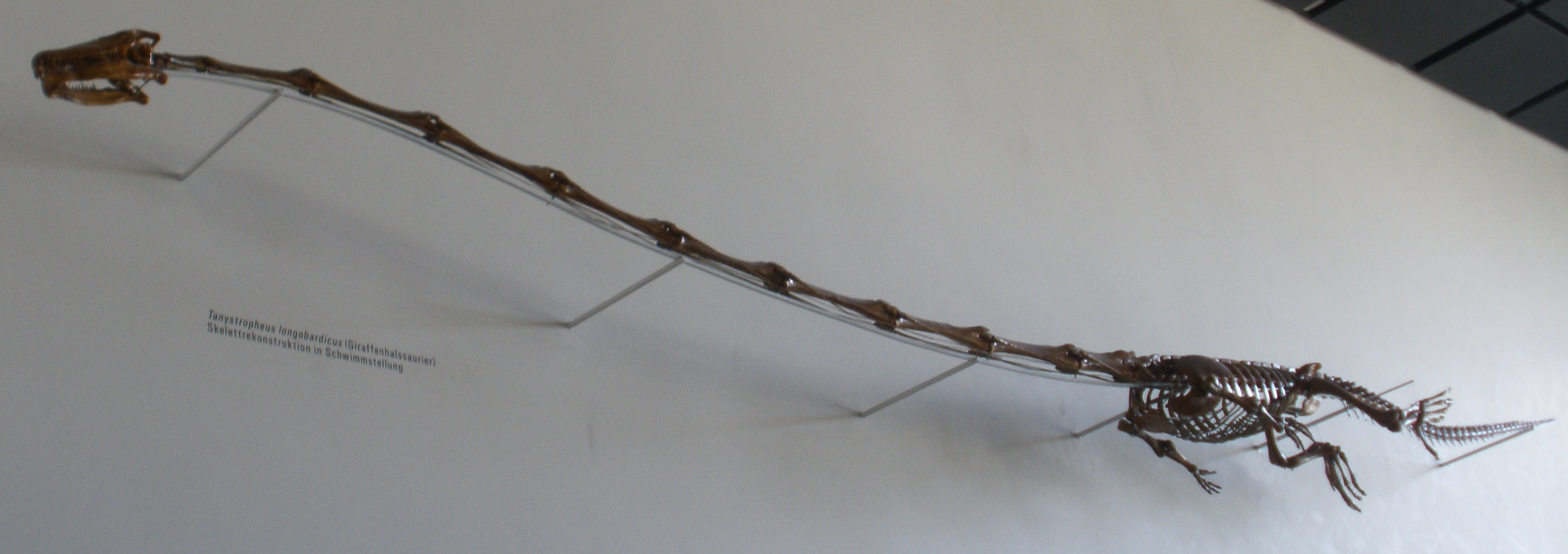
Esqueleto de Tanystropheus

Tanystropheus tenía la complexión de un lagarto, con las patas extendidas hacia los lados. Sin embargo, su cuello se sale fuera de lo habitual, por ser más largo que el cuerpo y la cola juntos. Su morfología es tan extraña que desconcierta a los paleontólogos. Utilizando el símil de la jirafa, que también posee un cuello muy largo con pocas vértebras, se cree que Tanystropheus se movían torpemente al no poder girar la cabeza con celeridad. Tanystropheus medían hasta 6 metros de longitud. 

## Paleobiología
Tanystropheus se alimentaban de peces. Si bien las crías se quedaban en tierra firme, los adultos seguramente se aventurasen con cierta regularidad a pescar en el agua. Sin embargo, muchas veces esto no debía ser necesario, pues su cuello les permitía atrapar peces desde la orilla, sumergiendo la cabeza en el agua incluso teniendo las cuatro patas en la orilla.

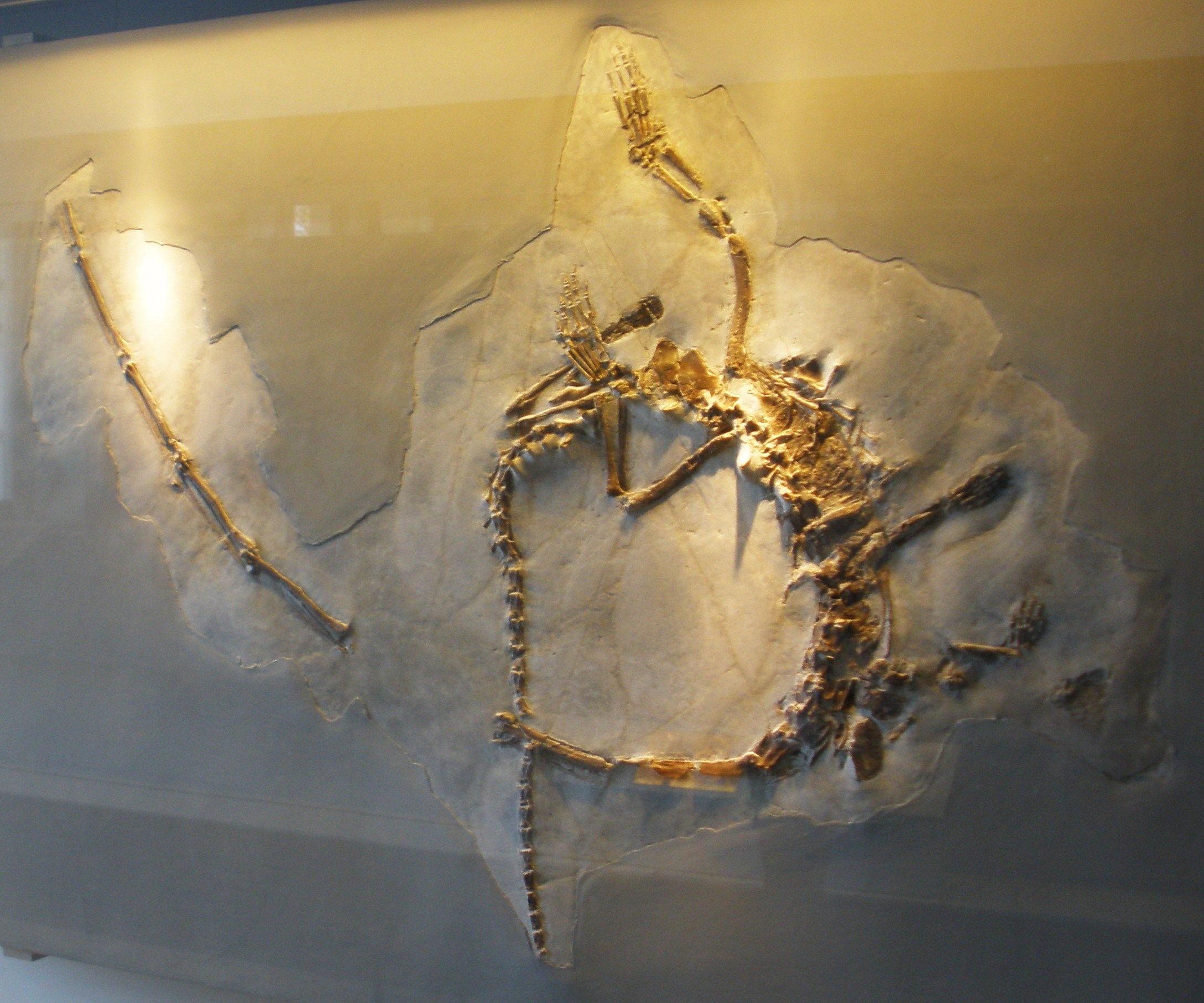
Fósil de Tanystropheus

## En la cultura popular
- Tanystropheus apareció en el documental de la BBC Sea Monsters, En donde se menciona la posibilidad que el animal podía desprenderse regenerar la cola, como las actuales lagartijas. Esta teoría está hoy en día descartada.